# Eparchia Sauhadżu
Eparchia Sauhadżu (łac. Eparchia Sohagensis)  – eparchia Kościoła katolickiego obrządku koptyjskiego w Egipcie, z siedzibą w mieście Sauhadż (centrum administracyjne muhafazy Sauhadż). Została erygowana jako sufragania koptyjskiego katolickiego patriarchatu Aleksandrii 13 września 1981 przez papieża Jana Pawła II.

## Biskupi
- Morkos Hakim, OFM (26 maja 1982  – 9 sierpnia 2003)
- Youssef Aboul-Kheir (9 sierpnia 2003 - 14 czerwca 2019)
- Basilios Fawzy Al-Dabe (14 czerwca 2019 - 3 listopada 2020)
- Thomas Halim Habib (od 3 listopada 2020)